# Katie O'Brien
Katie Jill O'Brien (Beverley, 2 mei 1986) is een voormalig professioneel tennisspeelster uit het Verenigd Koninkrijk. Haar favoriete ondergrond is hardcourt. Zij speelt rechtshandig en heeft een tweehandige backhand. Zij was actief in het internationale tennis van 2002 tot en met 2011.

## Jeugd
Haar vader was professioneel voetballer voor Watford FC. Zij volgde het Hymers College in Kingston upon Hull, Woodhouse Grove School in Leeds en begon een studie aan The Open University in 2008. Zij begon met tennis toen zij zes jaar oud was. Haar junior-ITF-toernooien speelde zij in de periode februari 2000 tot 2004.

## Loopbaan
In september 2001 begon O'Brien met de ITF-toernooien bij de volwassenen. Zij won vier ITF-titels in het enkelspel, en twee in het dubbelspel. Op het WTA-circuit wist zij geen finales te bereiken.
Haar beste resultaat op de grandslamtoernooien is het bereiken van de tweede ronde. Haar hoogste positie op de WTA-ranglijst in het enkelspel is de 84e plaats, die zij bereikte in februari 2010.
Na het beëindigen van haar loopbaan als professioneel speelster in 2011, werd zij werkzaam als coach, eerst als zelfstandige en sinds 2017 in dienst van de LTA.

### Tennis in teamverband
In de periode 2005–2010 maakte O'Brien deel uit van het Britse Fed Cup-team – zij vergaarde daar een winst/verlies-balans van 4–8.

## Posities op deWTA-ranglijst
Positie per einde seizoen:
| jaar | rang enkelspel | rang dubbelspel |
| ---- | -------------- | --------------- |
| 2002 | 693            | –               |
| 2003 | 742            | 534             |
| 2004 | 401            | 607             |
| 2005 | 263            | 358             |
| 2006 | 193            | 181             |
| 2007 | 134            | 191             |
| 2008 | 154            | 353             |
| 2009 | 88             | 376             |
| 2010 | 180            | 311             |
| 2011 | 357            | 530             |

## Resultaten grandslamtoernooien
| Legenda | Legenda                          |
| ------- | -------------------------------- |
| g.t.    | geen toernooi gehouden           |
| l.c.    | lagere categorie                 |
| –       | niet deelgenomen                 |
| G       | uitgeschakeld in de groepsfase   |
| 1R      | uitgeschakeld in de eerste ronde |
| 2R      | uitgeschakeld in de tweede ronde |
| 3R      | uitgeschakeld in de derde ronde  |
| 4R      | uitgeschakeld in de vierde ronde |
| KF      | uitgeschakeld in de kwartfinale  |
| HF      | uitgeschakeld in de halve finale |
| F       | de finale verloren               |
| W       | het toernooi gewonnen            |
| w-v     | winst/verlies-balans             |

### Enkelspel
| toernooi        | 2004 | 2005 | 2006 | 2007 | 2008 | 2009 | 2010 | 2011 |
| --------------- | ---- | ---- | ---- | ---- | ---- | ---- | ---- | ---- |
| Australian Open | –    | –    | –    | –    | –    | 1R   | 2R   | –    |
| Roland Garros   | –    | –    | –    | –    | –    | 1R   | 1R   | –    |
| Wimbledon       | 1R   | 1R   | 1R   | 2R   | 1R   | 1R   | 1R   | 1R   |
| US Open         | –    | –    | –    | –    | –    | –    | –    | –    |

### Vrouwendubbelspel
| toernooi        | 2005 | 2006 |    | 2008 | 2009 | 2010 |
| --------------- | ---- | ---- | -- | ---- | ---- | ---- |
| Australian Open | –    | –    | –  | –    | –    |      |
| Roland Garros   | –    | –    | –  | –    | –    |      |
| Wimbledon       | 1R   | 1R   | 1R | 1R   | 1R   |      |
| US Open         | –    | –    | –  | –    | –    |      |

### Gemengd dubbelspel
| toernooi        | 2007 | 2008 | 2009 |
| --------------- | ---- | ---- | ---- |
| Australian Open | –    | –    | –    |
| Roland Garros   | –    | –    | –    |
| Wimbledon       | 1R   | 2R   | 2R   |
| US Open         | –    | –    | –    |